# Xian de Huaiyuan
Le xian de Huaiyuan (怀远县 ; pinyin : Huáiyuǎn Xiàn) est un district administratif de la province de l'Anhui en Chine. Il est placé sous la juridiction de la ville-préfecture de Bengbu.

## Démographie
La population du district était de 1 240 871 habitants en 1999.